# روزاريو غيريرو
روزاريو غيريرو (بالإسبانية: Rosario Guerrero)‏ هي راقصة باليه إسبانية، ولدت في القرن التاسع عشر في مدريد في إسبانيا، وتوفي بنفس المكان في 1960.